# Đỗ Thị Ngọc Châm
Đỗ Thị Ngọc Châm là một cựu cầu thủ bóng đá nữ và huấn luyện viên nữ Việt Nam. Khi còn thi đấu cô từng gặt hái nhiều thành công trong màu áo câu lạc bộ Hà Nội I cũng như đội tuyển quốc gia, trong đó có huy chương bạc bóng đá nữ tại Sea Games 24, danh hiệu vô địch bóng đá nữ quốc gia 2008-2009 và nổi bật là quả bóng vàng Việt Nam 2008. Hiện cô là nhà sáng lập kiêm quản lý Trung tâm Bóng đá Cộng đồng CFF, chuyên đào tạo cho các cầu thủ nhí từ 5-15 tuổi.

## Xuất thân
Ngọc Châm sinh ngày 23 tháng 9 năm 1985 tại Hà Nội. Cô từng theo học tại Trường trung học Nguyễn Văn Cừ ở Gia Lâm, Hà Nội. Năm 15 tuổi cô tham gia một lớp đào tạo năng khiếu bóng đá tại Sóc Sơn. Cô cũng từng theo học tại Trường Đại học Thể dục Thể thao Bắc Ninh.

## Sự nghiệp

### Sự nghiệp cầu thủ

#### Câu lạc bộ
Bắt đầu chơi bóng từ ngày 9 tháng 12 năm 2009, Ngọc Châm gắn bó với màu áo của câu lạc bộ Hà Nội I (sau này có lúc đổi tên là Câu lạc bộ bóng đá nữ Hà Nội Tràng An I trong những năm 2010-2013) trong suốt sự nghiệp. Cùng với Hà Nội I cô từng đăng quang chức vô địch quốc gia vào năm 2008 và 2009, cũng như đoạt Huy chương vàng giải Hà Tây mở rộng 2008. Cá nhân Châm cũng giành được danh hiệu cầu thủ nữ xuất sắc nhất năm 2008, vua phá lưới năm 2008 và 2009 của giải vô địch quốc gia. Nhờ thành tích thi đấu ấn tượng trong năm 2008 ở cấp câu lạc bộ, Châm đã vinh danh bằng danh hiệu Quả bóng vàng Việt Nam 2008 được bình chọn bởi báo Sài Gòn Giải Phóng cũng như danh hiệu "Nữ cầu thủ xuất sắc nhất năm 2008" do độc giả Bóng đá bình chọn.
Năm 2010 cùng với Hà Nội Tràng An cô ghi bàn thắng quan trọng vào lưới Than khoáng sản Việt Nam để đoạt chức vô địch Thể dục Thể thao toàn quốc 2010. Trước đó cô từng ghi bàn vào lưới trên CLB Thành phố Hồ Chí Minh để giúp đội bóng vô địch trước một vòng đấu. đây cũng là danh hiệu cá nhân cuối cùng trong sự nghiệp cầu thủ của cô.

#### Đội tuyển quốc gia
Ngọc Châm lần đầu tiên được triệu tập lên đội tuyển quốc gia vào tháng 11 năm 2001 khi tham dự Đại hội Thể thao châu Á 2002 diễn ra tại Busan, Hàn Quốc. Hai kì Sea Games vào năm 2003 và 2005, cô đều bỏ lỡ vì những chấn thương nặng ngay trước ngày khai mạc, đến mức có nguy cơ phải nghỉ thi đấu vĩnh viễn. Nhưng sau một thời gian hồi phục chấn thương và nỗ lực duy trì tập luyện cô đã trở lại đội tuyển để thi đấu tại kì SEA Games 2007 và giành tấm Huy chương bạc. Tấm huy chương trên đất Thái cũng là tấm huy chương Sea Games đầu tiên trong sự nghiệp màu áo tuyển của cô. Năm 2008 cô cùng đội tuyển tiến đến trận chung kết của giải vô địch bóng đá Đông Nam Á 2008 diễn ra tại sân Thành Long, thành phố Hồ Chí Minh; đội tuyển chỉ thất bại sát nút 0-1 trước Úc, qua đó cả đội giành tấm huy chương bạc. Ngọc Châm lỡ hẹn kì Sea Games 2009 vì bị dính chấn thương dây chăng và phải lên bàn mổ để phẫu thuật. Đáng tiếc nhất trong ba kì SEA Games cô bỏ lỡ thì cả ba lần đó đội tuyển nữ Việt Nam đều giành ngôi vô địch.

### Sự nghiệp huấn luyện
Sau khi hoàn tất tấm bằng huấn luyện viên, Ngọc Châm trở thành trợ lý cho huấn luyện viên Giả Quảng Thác ở Câu lạc bộ bóng đá nữ Hà Nội Tràng An. Trong vai trò mới cô cùng người thấy đã đem về cho đội tấm huy chương vàng vô địch quốc gia 2011. Trên cương vị huấn luyện viên của Trung tâm đào tạo thể thao nhi đồng Studio Kids, cô cùng cựu cầu thủ Nguyễn Hồng Sơn đã giúp đội giành tấm huy chương vàng khi tham gia giải học sinh các trường tiểu học. Năm 2017, Ngọc Châm cùng một số cầu thủ nhí của câu lạc bộ Hà Nội đã lên đường tham dự Gothia Cup diễn ra tại Gothenburg, Thụy Điển từ ngày 16 đến 22 tháng 7.

## Đời tư
Sau khi giã từ sự nghiệp quần đùi áo số, cuộc đời của Châm rẽ sang một trang mới. Năm 2010, Ngọc Châm lấy bằng Đại học Thể dục Thể thao và được vào biên chế Sở Văn hóa, Thể thao và Du lịch Hà Nội. Vào ngày 30 tháng 10 năm 2011, cô kết hôn tại Hải Phòng với người chồng Nguyễn Hoài Phương làm trong ngành ngoại giao, sau một trận bóng phủi.; họ có với nhau một đứa con trai. Cô còn tham gia làm Bình luận viên, MC bóng đá trên truyền hình như các kênh của truyền hình An Viên, kênh Bóng đá TV, Thể thao TV của VTVcab  cũng như nhận lời mời tham gia chương trình truyền hình "Lotte cầu thủ nhí 2016". Năm 2011, Ngọc Châm lọt vào danh sách ứng cử vào Hội đồng nhân dân thành phố Hà Nội nhiệm kì 2011-16 và là cầu thủ bóng đá đầu tiên nhận được vinh dự này. Bên cạnh sự nghiệp bóng đá, Ngọc Châm cũng thi tuyển vào Sân bay quốc tế Nội Bài và có một công việc ổn định tại đây. Đôi khi cô cũng viết báo về một số chân dung của các nữ cầu thủ Đào Thị Miện, Tuyết Mai, Kim Chi, Ngọc Anh trên Báo Bóng đá với bút danh NC. Sau khi rời khỏi vị trí trợ lý huấn luyện viên của Hà Nội Tràng An, Ngọc Châm đã sáng lập và hiện đang quản lý Trung tâm bóng đá Cộng đồng CFF của riêng mình. Về sở thích cá nhân, Châm là cổ động viên của câu lạc bộ Manchester United và cựu tuyển thủ David Beckham.
Trong giai đoạn cuộc sống hậu bóng đá, Ngọc Châm vẫn được vinh danh trong tốp HLV-VĐV tiêu biểu của Hà Nội từ 2010-15, học tập và làm theo tấm gương đạo đức Hồ Chí Minh. Năm 2010 cô còn vinh dự được gặp gỡ, giao lưu chụp ảnh và nhận bằng khen của nguyên thủ tướng Nguyễn Tấn Dũng. Về học vấn, Châm đã nhận bằng tốt nghiệp của Đại học Ngoại ngữ, Đại học Quốc gia Hà Nội, bằng C HLV bóng đá và bằng sơ cấp báo chí của Học viện Báo chí và Tuyên truyền.

## Thống kê sự nghiệp

### Bàn thắng quốc tế
| #  | Ngày                 | Địa điểm                                                             | Đối thủ           | Bàn thắng | Kết quả | Giải đấu                                |
| -- | -------------------- | -------------------------------------------------------------------- | ----------------- | --------- | ------- | --------------------------------------- |
| 1  | 19 tháng 6 năm 2005  | Sân vận động Quốc gia Mỹ Đình, Hà Nội, Việt Nam                      | Hồng Kông         | 3–0       | 4–1     | Vòng loại Cúp bóng đá nữ châu Á 2006    |
| 2  | 7 tháng 9 năm 2007   | Sân vận động Thuwunna, Yangon, Myanmar                               | Philippines       | ?–0       | 9–0     | Giải vô địch bóng đá nữ Đông Nam Á 2007 |
| 3  | 7 tháng 9 năm 2007   | Sân vận động Thuwunna, Yangon, Myanmar                               | Philippines       | ?–0       | 9–0     | Giải vô địch bóng đá nữ Đông Nam Á 2007 |
| 4  | 7 tháng 9 năm 2007   | Sân vận động Thuwunna, Yangon, Myanmar                               | Philippines       | ?–0       | 9–0     | Giải vô địch bóng đá nữ Đông Nam Á 2007 |
| 5  | 9 tháng 9 năm 2007   | Sân vận động Thuwunna, Yangon, Myanmar                               | Malaysia          | 3–0       | 9–0     | Giải vô địch bóng đá nữ Đông Nam Á 2007 |
| 6  | 9 tháng 9 năm 2007   | Sân vận động Thuwunna, Yangon, Myanmar                               | Malaysia          | 4–0       | 9–0     | Giải vô địch bóng đá nữ Đông Nam Á 2007 |
| 7  | 9 tháng 9 năm 2007   | Sân vận động Thuwunna, Yangon, Myanmar                               | Malaysia          | 5–0       | 9–0     | Giải vô địch bóng đá nữ Đông Nam Á 2007 |
| 8  | 9 tháng 9 năm 2007   | Sân vận động Thuwunna, Yangon, Myanmar                               | Malaysia          | ?–0       | 9–0     | Giải vô địch bóng đá nữ Đông Nam Á 2007 |
| 9  | 9 tháng 9 năm 2007   | Sân vận động Thuwunna, Yangon, Myanmar                               | Malaysia          | ?–0       | 9–0     | Giải vô địch bóng đá nữ Đông Nam Á 2007 |
| 10 | 15 tháng 9 năm 2007  | Sân vận động Thuwunna, Yangon, Myanmar                               | Malaysia          | 1–0       | 6–0     | Giải vô địch bóng đá nữ Đông Nam Á 2007 |
| 11 | 15 tháng 12 năm 2007 | Sân vận động Thành phố Tumbon Mueangpug, Nakhon Ratchasima, Thái Lan | Philippines       | 1–0       | 10–0    | Đại hội Thể thao Đông Nam Á 2007        |
| 12 | 15 tháng 12 năm 2007 | Sân vận động Thành phố Tumbon Mueangpug, Nakhon Ratchasima, Thái Lan | Philippines       | 3–0       | 10–0    | Đại hội Thể thao Đông Nam Á 2007        |
| 13 | 15 tháng 12 năm 2007 | Sân vận động Thành phố Tumbon Mueangpug, Nakhon Ratchasima, Thái Lan | Philippines       | 5–0       | 10–0    | Đại hội Thể thao Đông Nam Á 2007        |
| 14 | 15 tháng 12 năm 2007 | Sân vận động Thành phố Tumbon Mueangpug, Nakhon Ratchasima, Thái Lan | Philippines       | 6–0       | 10–0    | Đại hội Thể thao Đông Nam Á 2007        |
| 15 | 24 tháng 3 năm 2008  | Trung tâm Thể thao Thành Long, Thành phố Hồ Chí Minh, Việt Nam       | Iran              | 2–0       | 4–1     | Vòng loại Cúp bóng đá nữ châu Á 2008    |
| 16 | 24 tháng 3 năm 2008  | Trung tâm Thể thao Thành Long, Thành phố Hồ Chí Minh, Việt Nam       | Iran              | 3–0       | 4–1     | Vòng loại Cúp bóng đá nữ châu Á 2008    |
| 17 | 26 tháng 3 năm 2008  | Trung tâm Thể thao Thành Long, Thành phố Hồ Chí Minh, Việt Nam       | Đài Bắc Trung Hoa | 1–0       | 3–1     | Vòng loại Cúp bóng đá nữ châu Á 2008    |
| 18 | 26 tháng 3 năm 2008  | Trung tâm Thể thao Thành Long, Thành phố Hồ Chí Minh, Việt Nam       | Đài Bắc Trung Hoa | 2–1       | 3–1     | Vòng loại Cúp bóng đá nữ châu Á 2008    |
| 19 | 28 tháng 3 năm 2008  | Trung tâm Thể thao Thành Long, Thành phố Hồ Chí Minh, Việt Nam       | Myanmar           | 1–0       | 1–0     | Vòng loại Cúp bóng đá nữ châu Á 2008    |
| 20 | 28 tháng 6 năm 2009  | Trung tâm Thể thao Thành Long, Thành phố Hồ Chí Minh, Việt Nam       | Uzbekistan        | 2–0       | 4–0     | Giao hữu                                |
| 21 | 28 tháng 6 năm 2009  | Trung tâm Thể thao Thành Long, Thành phố Hồ Chí Minh, Việt Nam       | Uzbekistan        | 3–0       | 4–0     | Giao hữu                                |
| 22 | 4 tháng 7 năm 2009   | Trung tâm Thể thao Thành Long, Thành phố Hồ Chí Minh, Việt Nam       | Kyrgyzstan        | 2–0       | 10–1    | Vòng loại Cúp bóng đá nữ châu Á 2010    |
| 23 | 4 tháng 7 năm 2009   | Trung tâm Thể thao Thành Long, Thành phố Hồ Chí Minh, Việt Nam       | Kyrgyzstan        | 3–0       | 10–1    | Vòng loại Cúp bóng đá nữ châu Á 2010    |
| 24 | 4 tháng 7 năm 2009   | Trung tâm Thể thao Thành Long, Thành phố Hồ Chí Minh, Việt Nam       | Kyrgyzstan        | 5–0       | 10–1    | Vòng loại Cúp bóng đá nữ châu Á 2010    |
| 25 | 4 tháng 7 năm 2009   | Trung tâm Thể thao Thành Long, Thành phố Hồ Chí Minh, Việt Nam       | Kyrgyzstan        | 7–0       | 10–1    | Vòng loại Cúp bóng đá nữ châu Á 2010    |
| 26 | 4 tháng 7 năm 2009   | Trung tâm Thể thao Thành Long, Thành phố Hồ Chí Minh, Việt Nam       | Kyrgyzstan        | 8–0       | 10–1    | Vòng loại Cúp bóng đá nữ châu Á 2010    |
| 27 | 4 tháng 7 năm 2009   | Trung tâm Thể thao Thành Long, Thành phố Hồ Chí Minh, Việt Nam       | Kyrgyzstan        | 10–1      | 10–1    | Vòng loại Cúp bóng đá nữ châu Á 2010    |
| 28 | 8 tháng 7 năm 2009   | Trung tâm Thể thao Thành Long, Thành phố Hồ Chí Minh, Việt Nam       | Hồng Kông         | 2–0       | 7–0     | Vòng loại Cúp bóng đá nữ châu Á 2010    |
| 29 | 8 tháng 7 năm 2009   | Trung tâm Thể thao Thành Long, Thành phố Hồ Chí Minh, Việt Nam       | Hồng Kông         | 4–0       | 7–0     | Vòng loại Cúp bóng đá nữ châu Á 2010    |
| 30 | 8 tháng 7 năm 2009   | Trung tâm Thể thao Thành Long, Thành phố Hồ Chí Minh, Việt Nam       | Hồng Kông         | 6–0       | 7–0     | Vòng loại Cúp bóng đá nữ châu Á 2010    |

## Danh hiệu

### Cầu thủ
Hà Nội I
- Vô địch bóng đá nữ Việt Nam: 2008, 2009.
- Huy chương vàng giải Hà Tây mở rộng 2008
- Vô địch Đại hội Thể dục Thể thao toàn quốc: 2010

Đội tuyển Việt Nam
- Đại hội Thể thao Đông Nam Á 2007: Á quân - Huy chương bạc

Cá nhân
- Vua phá lưới giải vô địch bóng đá nữ: 2008
- Cầu thủ xuất sắc nhất giải vô địch bóng đá nữ: 2008, 2009
- Quả bóng vàng Việt Nam: 2008
- Nữ cầu thủ xuất sắc nhất năm 2008 của Báo Bóng đá

### Huấn luyện
Hà Nội Tràng An
- Vô địch bóng đá nữ quốc gia: 2011 (trợ lý huấn luyện viên)
- Top HLV - VĐV tiêu biểu của Hà Nội năm 2010-2015, học tập và làm theo tấm gương đạo đức thành phố Hồ Chí Minh